# Sapporo
Sapporo (札幌市; Sapporo-ši) je páté největší město v Japonsku podle počtu obyvatel a třetí největší podle rozlohy. Jde o hlavní město prefektury Hokkaidó.
Sapporo je mimo Japonsko známé hlavně jako hostitelské město Zimních olympijských her v roce 1972 a také díky každoročnímu Sněžnému festivalu (Sapporo Snow Festival), který přiláká více než 2 miliony turistů z celého světa.

## Klima
| Sapporo 1991-2020 – podnebí | Sapporo 1991-2020 – podnebí | Sapporo 1991-2020 – podnebí | Sapporo 1991-2020 – podnebí | Sapporo 1991-2020 – podnebí | Sapporo 1991-2020 – podnebí | Sapporo 1991-2020 – podnebí | Sapporo 1991-2020 – podnebí | Sapporo 1991-2020 – podnebí | Sapporo 1991-2020 – podnebí | Sapporo 1991-2020 – podnebí | Sapporo 1991-2020 – podnebí | Sapporo 1991-2020 – podnebí | Sapporo 1991-2020 – podnebí |
| Období                      | leden                       | únor                        | březen                      | duben                       | květen                      | červen                      | červenec                    | srpen                       | září                        | říjen                       | listopad                    | prosinec                    | rok                         |
| --------------------------- | --------------------------- | --------------------------- | --------------------------- | --------------------------- | --------------------------- | --------------------------- | --------------------------- | --------------------------- | --------------------------- | --------------------------- | --------------------------- | --------------------------- | --------------------------- |
| Nejvyšší teplota [°C]       | 11,2                        | 10,8                        | 18,3                        | 28,0                        | 34,2                        | 33,7                        | 36,0                        | 36,2                        | 32,7                        | 27,3                        | 22,4                        | 14,8                        | 36,2                        |
| Průměrné denní maximum [°C] | −0,4                        | 0,4                         | 4,5                         | 11,7                        | 17,9                        | 21,8                        | 25,4                        | 26,4                        | 22,8                        | 16,4                        | 8,7                         | 2,0                         | 13,1                        |
| Průměrná teplota [°C]       | −3,2                        | −2,7                        | 1,1                         | 7,3                         | 13,0                        | 17,0                        | 21,1                        | 22,3                        | 18,6                        | 12,1                        | 5,2                         | −0,9                        | 9,2                         |
| Průměrné denní minimum [°C] | −6,4                        | −6,2                        | −2,4                        | 3,4                         | 9,0                         | 13,4                        | 17,9                        | 19,1                        | 14,8                        | 8,0                         | 1,6                         | −4,0                        | 5,7                         |
| Nejnižší teplota [°C]       | −27,0                       | −28,5                       | −22,6                       | −14,6                       | −4,2                        | 0,0                         | 5,2                         | 5,3                         | −0,9                        | −4,4                        | −15,5                       | −24,7                       | −28,5                       |
| Průměrné srážky [mm]        | 108,4                       | 91,9                        | 77,6                        | 54,6                        | 55,5                        | 60,4                        | 90,7                        | 126,8                       | 142,2                       | 109,9                       | 113,8                       | 114,5                       | 1 146,3                     |
| Maximální srážky [mm]       | 70,6                        | 98,0                        | 82,0                        | 104,2                       | 70,2                        | 119,9                       | 123,5                       | 207,0                       | 141,0                       | 106,5                       | 82,5                        | 67,5                        | 207,0                       |
| Sněžení [cm]                | 137                         | 116                         | 74                          | 6                           | 0                           | 0                           | 0                           | 0                           | 0                           | 1                           | 30                          | 113                         | 477                         |
| Zdroj: JMA                  |                             |                             |                             |                             |                             |                             |                             |                             |                             |                             |                             |                             |                             |

## Městské čtvrti
Sapporo je rozdělené do 10 čtvrtí (ku):
- Acubecu-ku（厚別区）
- Čúó-ku（中央区）
- Higaši-ku（東区）
- Kita-ku（北区）
- Kijota-ku（清田区）
- Minami-ku（南区）
- Niši-ku（西区）
- Široiši-ku（白石区）
- Teine-ku（手稲区）
- Tojohira-ku（豊平区）

## Univerzity
- Hokkaido University, 北海道大学
- Hokkaido University of Education, 北海道教育大学
- Sapporo City University, 札幌市立大学
- Sapporo Medical University, 札幌医科大学

## Zajímavosti
- Na okraji města se nachází skanzen s budovami z Hokkaida v Období Meidži.[zdroj?]
- V areálu Botanické zahrady v centru města je malé muzeum národa Ainu.[zdroj?]
- Sapporo Symphony Orchestra dirigoval od r. 2008 jako hlavní hostující dirigent a od r. 2015 jako čestný dirigent Radomil Eliška.[3]

## Rodáci
- Ajako Kitamotoová (* 1983) – fotbalistka
- Saki Kumagaiová (* 1990) – fotbalistka
- Šiori Mijakeová (* 1995) – fotbalistka

## Partnerská města
- Novosibirsk, Rusko od roku 1990
- Mnichov, Německo od roku 1972
- Portland, Oregon, USA od roku 1959
- Šen-jang, Čína od roku 1980
- Tedžon, Jižní Korea od roku 2010